# Winter,again
《Winter,again》，是日本樂團GLAY的第16張單曲。1999年2月3日發行。

## 簡介
初動銷量高達95.5萬張，成為當時日本歷代單曲初動銷量第2位，僅次於Mr.Children的《無名的詩》。但是一個月後被《丸子三兄弟》超過，同年11月又被宇多田光的《Addicted To You》超過，現時成為日本歷代單曲初動銷量第5位。
1999年年度銷量達163.2萬張，在Oricon公信榜的單曲年榜中排行第2位，僅次於《丸子三兄弟》。但當時Oricon的統計將8cm CD和12cm CD分開計算，如果是合併計算的話，則宇多田光的《Automatic／time will tell》才是第2位；《Winter,again》則應是第3位。
是GLAY迄今為止銷量最高的單曲作品，總銷量高達164.3萬張，是日本歷代單曲銷量第57位。
榮獲第41回日本唱片大賞，獲獎之後，GLAY反而陷入解散危機。

## 收錄曲目
1. Winter,again
  - 作詞、作曲：TAKURO；編曲：GLAY、佐久間正英

JR東日本「SKI SKI」的廣告歌
以GLAY大部分團員的出身地-北海道函館市以及TAKURO和情人在此地的回憶作為本曲的背景。
2. Young oh! oh!
  - 作詞、作曲：TAKURO；編曲：GLAY
3. HELLO MY LIFE
  - 作詞：TERU；作曲：TAKURO；編曲：GLAY
4. Winter,again (instrumental)